# Síndrome de Abderhalden-Kaufmann-Lignac
A síndrome de Abderhalden-Kaufman-Lignac é uma doença genética autossómica recessiva.
As crianças afectadas têm um desenvolvimento retardado devido a nanismo, raquitismo e osteoporose. Os túbulos renais são geralmente afectados, provocando aminoacidúria, glicosúria e hipocaliemia.
Constata-se também deposição de cisteína na córnea e na conjuntiva.